# Fonds des Nations unies pour l'enfance
 (avril 2024).
 (avril 2024).
Si vous disposez d'ouvrages ou d'articles de référence ou si vous connaissez des sites web de qualité traitant du thème abordé ici, merci de compléter l'article en donnant les références utiles à sa vérifiabilité et en les liant à la section « Notes et références ».
 (avril 2024).
Le Fonds des Nations unies pour l'enfance, généralement désigné par l'acronyme UNICEF (également typographié Unicef, et prononcé [y.ni.sɛf]), est une agence de l'Organisation des Nations unies (ONU) consacrée à l'amélioration et à la promotion de la condition des enfants. Lors de sa création le 11 décembre 1946, son nom est originellement United Nations International Children's Emergency Fund (Fonds d'urgence international des Nations unies pour l'enfance), dont elle conserve l'acronyme lors de l'adoption de son nom actuel en 1953, lorsqu'elle devient un organe permanent du système des Nations unies.
Elle participe activement à la rédaction, la conception et la promotion de la Convention relative aux droits de l'enfant (CIDE), adoptée lors du sommet de New York le 20 novembre 1989.
L'UNICEF reçoit le prix Nobel de la paix le 26 octobre 1965.

## Missions
- l'éducation des filles ;
- la vaccination et la lutte contre le sida et le VIH ;
- la protection de l'enfance ;
- la santé des nouveau-nés ;
- et l'égalité hommes-femmes.

### Éducation
Les autres priorités traitent de la place de l'enfant dans la famille, de la pratique sportive des filles.[réf. souhaitée]
Selon l'UNICEF, l'éducation est un outil qui a prouvé son efficacité sur l'amélioration des conditions de vie de tous, et donc des enfants[citation nécessaire]. L'éducation des jeunes femmes a des effets spectaculaires sur les générations présentes et futures, notamment dans certains domaines d'action de l'organisation : la mortalité infantile, la place de l'enfant dans la famille, la vaccination et la protection de l'enfance.
Entre 2002 et 2005, l'UNICEF a décidé d'accélérer l'intégration scolaire des filles dans 25 pays cibles.[citation nécessaire]

### Vaccination

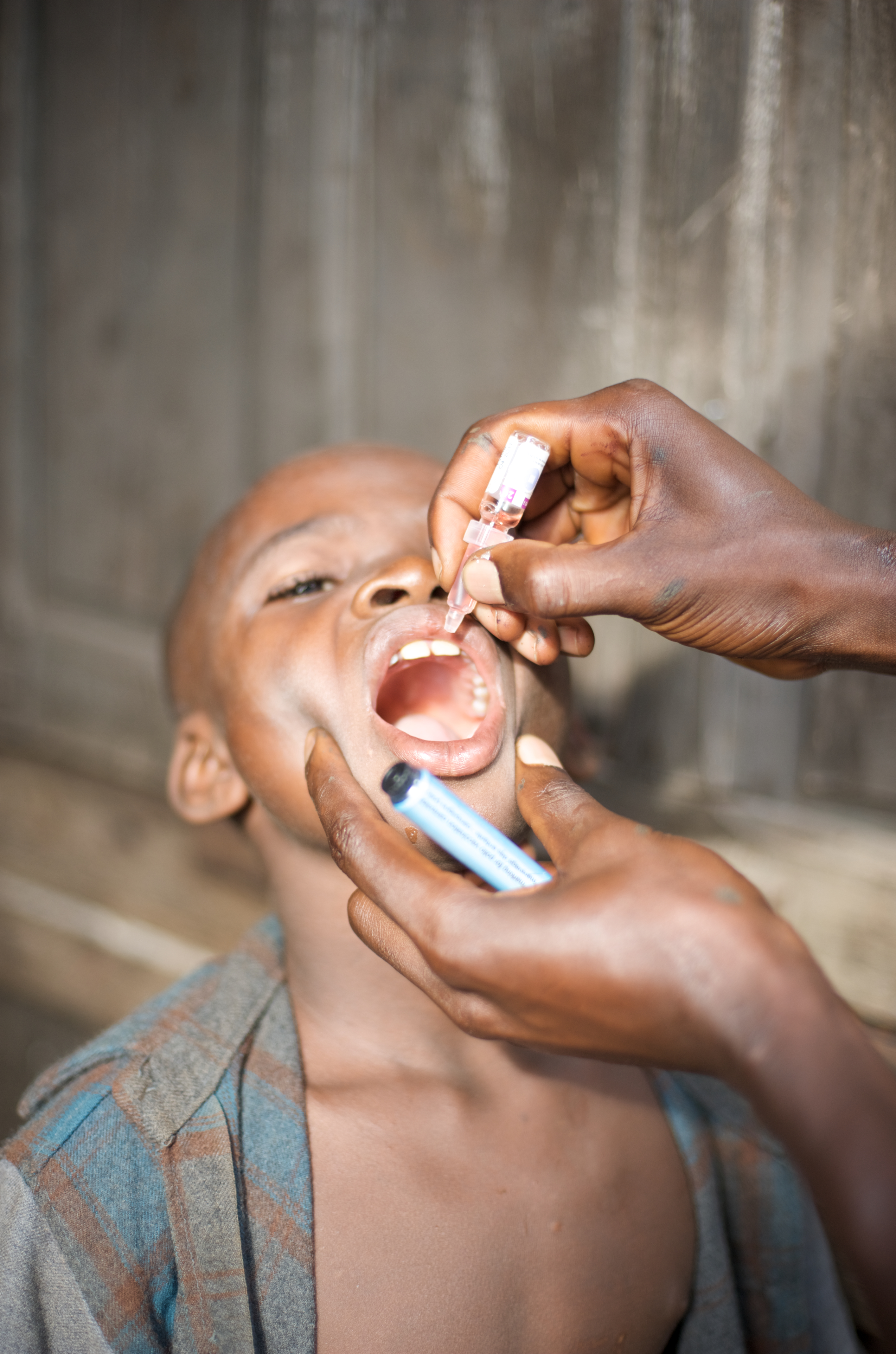
Vaccination contre la poliomyélite à Conakry.

Selon l'UNICEF, la vaccination a des effets importants sur l'amélioration de la santé dans le monde lors des 20 dernières années. Les programmes de vaccination permettent en outre d'autres interventions telles que la distribution de compléments nutritifs, les traitements contre les maladies véhiculées par les moustiques. C'est l'addition de ces interventions qui rend particulièrement efficaces, selon l'UNICEF, ces programmes.
La pandémie de Covid-19 aggrave l'état actuel et a un effet destructeur sur les services de santé liés à la vaccination[réf. souhaitée] . On[Qui ?] constate que la quantité d'enfants vaccinés diminue fortement[réf. souhaitée] ; un nombre considérable[Combien ?] d'enfants sont exposés à des maladies dangereuses. Depuis 2016, on[Qui ?] constate que le nombre de décès dus à la rougeole a augmenté de moitié[réf. souhaitée]. Les campagnes de vaccination contre celle-ci sont arrêtées dans de nombreux pays à cause de la pandémie de Covid-19[réf. souhaitée].

### Protection de l'enfance
Chaque jour, des enfants sont enrôlés de force comme soldats, travailleurs, serviteurs ou esclaves[réf. nécessaire]. D'autres sont prostitués[réf. souhaitée]. Ces enfants, en plus de subir des violences physiques ou sexuelles et d'être exploités, sont les moins éduqués, en plus mauvaise santé et les plus pauvres. L'UNICEF appuie par ailleurs la mise en place des actions allant de la défense des enfants à la démobilisation des enfants soldats[Comment ?]. La protection des enfants et des femmes embrasse également la question des orphelins et enfants vulnérables (OEV) tout autant que la thématique cardinale de l'enregistrement des enfants. Sans acte de naissance, aucune pièce d'identité ne sera délivrée à l'enfant, c'est alors l'accès de ce dernier à l'ensemble des services sociaux de base qui lui sera refusé[réf. souhaitée] .

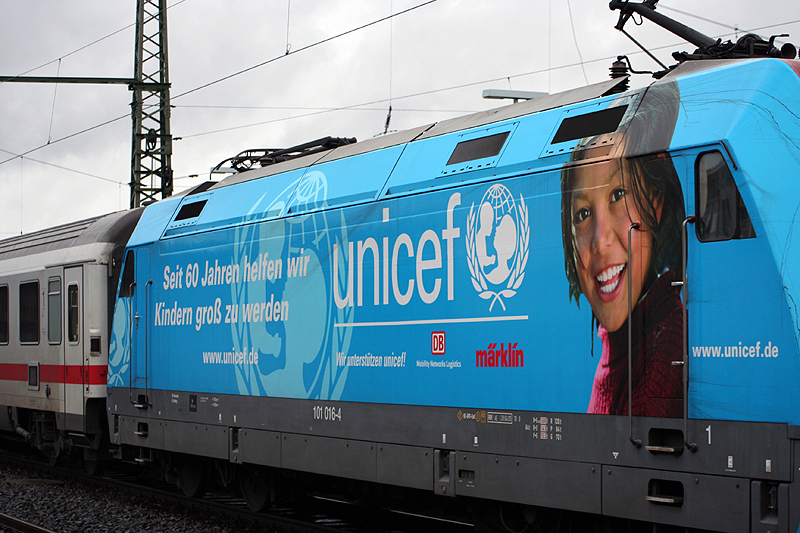
Train aux couleurs de l’Unicef à Aalen (Allemagne).

L'UNICEF estime que fin 2015, le nombre d'enfants réfugiés s'élève à environ 31 millions, auxquels s'ajoutent 17 millions de déplacés internes (IDP).

### Petite enfance

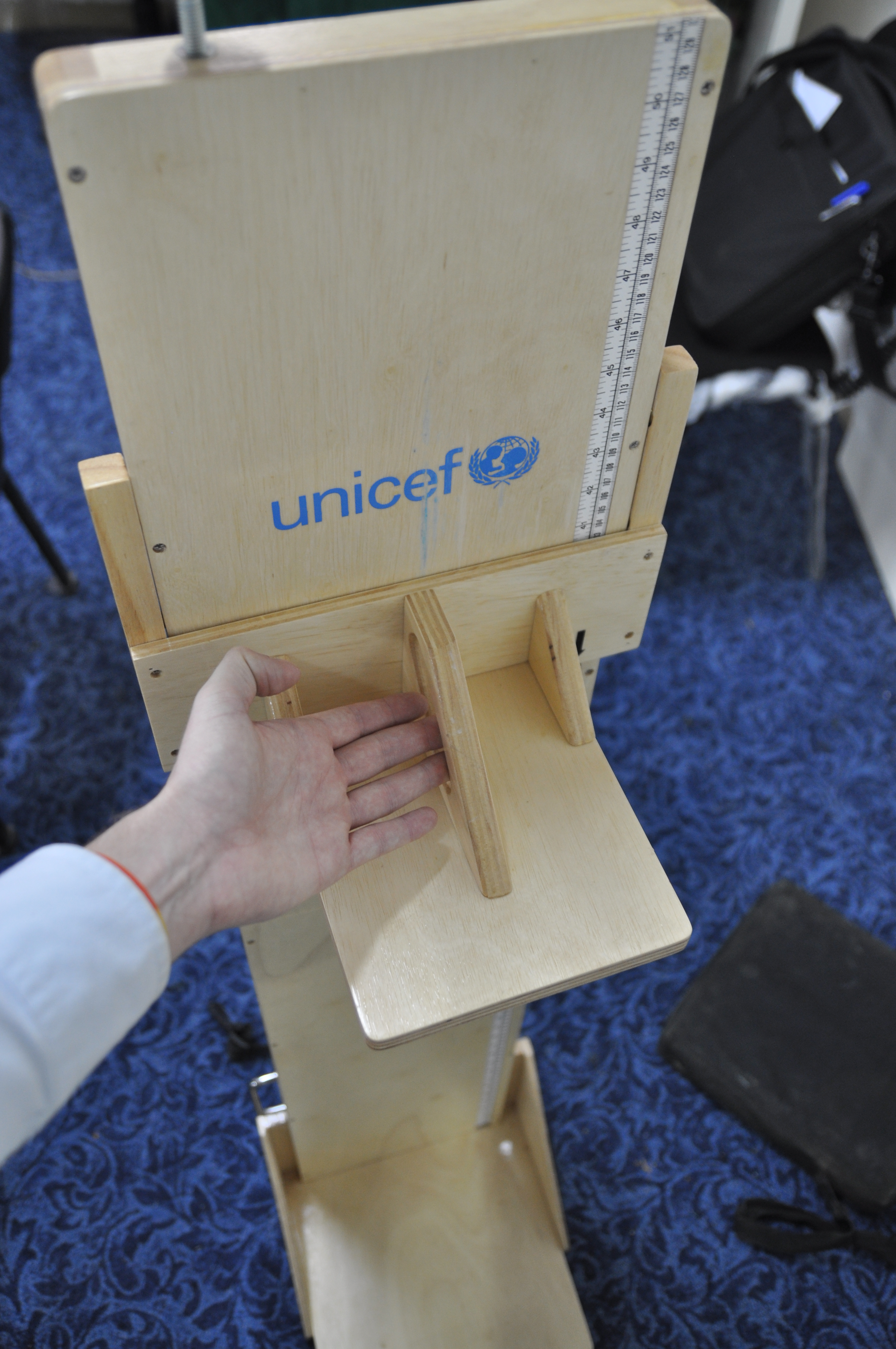
Toise portative.

L'UNICEF travaille sur des programmes globaux, en fonction des principes suivants :
- la prévention et le traitement en matière de santé, en particulier la vaccination, la nutrition, la qualité de l'eau en direction des enfants, mais aussi ceux qui en ont la charge et toutes leurs communautés ;
- les naissances doivent être déclarées. Les enfants doivent être protégés des sévices, recevoir de l'amour, vivre dans un environnement psychosocial protecteur et recevoir une première éducation ;
- les femmes et les filles doivent avoir une bonne nutrition, une protection pour la santé, une éducation (notamment en ce qui concerne les risques pour elles et leurs enfants), un soutien familial, et leurs droits doivent être respectés. La bonne santé et la survie des mères a des conséquences directes sur la survie et la bonne santé de leurs enfants.

## Stratégies de communication
Cette organisation, pour mener à bien ses actions, dépend grandement de la communication et des médias. En effet, il est indispensable pour cette association de pouvoir répandre son message et de sensibiliser le public à sa cause.

### Mobilisation et fidélisation de bénévoles
Pour parvenir à mobiliser un maximum de personnes et les fidéliser à leur cause (c’est-à-dire faire en sorte que les personnes apportent leur soutien à l’association et ce à long terme), l’UNICEF joue avec diverses stratégies :
Ils font des constats des situations précaires où leur intervention serait nécessaire (manque d’éducation dans une zone, besoin d’investir sanitairement dans une autre) pour ainsi proposer des solutions concrètes dans leurs campagnes et donner par la suite des raisons d’agir et envie aux futurs membres d’adhérer à l’association.
Pour rendre leur discours pertinent et accrocheur ils utilisent aussi des slogans comme : « pour chaque enfant, santé, éducation, égalité, protection, faisons avancer l’humanité ». C’est une de leurs stratégies pour émettre des idées claires et concises, via des phrases courtes et pertinentes. Leurs slogans figurent en effet parmi leurs atouts étant donné qu’ils visent à marquer la population.[pertinence contestée]
Dans un second temps, l’UNICEF cible les pays qui figurent dans leurs campagnes de recrutement en fonction de leur économie (pays du Nord, pays du Sud), et de leur culture. Les éléments tels que les messages et les idées diffusées dépendent de la place qu’occupent les enfants dans la culture, les personnes visées (entreprises, autres organisations, gouvernements). L’UNICEF joue alors avec la propagation de différentes émotions en fonction des espaces. Dans les pays du Sud, l’idée est de dégager une image positive, porteuse d’espoir. L'organisation souhaite montrer à ces pays qu’il ne faut pas abandonner et que la situation va, à long terme, s’améliorer. Quant aux pays du Nord, qui ont une conjoncture bien plus favorable, le but est de leur montrer les inégalités entre le Nord et le Sud pour leur retranscrire les situations précaires auxquelles l’association doit faire face et au sein desquelles leur rôle est important étant donné le contraste entre leur position et celle des individus et zones de difficultés. L’organisation UNICEF use alors de stéréotypes et de conditions économiques et sociales pour cibler et conditionner leur communication de manière plus efficace.
Ces stratégies sont visibles non seulement dans les textes et communiqués de l’association mais également et surtout de manière visuelle dans les images retranscrites. En termes d’image, le visuel est modifié par le contexte : l’environnement, l’émotion de l’enfant (heureux ou triste), l’activité qu’il mène (jeux, travail forcé ou encore sa tenue vestimentaire) pour retranscrire les effets désirés exprimés ci-dessus.

### Collecte de fonds
Au sein de l’UNICEF, il y a différentes manières de collecter des fonds. L’UNICEF a justement mis en place une stratégie de mobilisation des ressources pour être en mesure de satisfaire les besoins des enfants défavorisés.
La première façon de collecter des fonds est la cotisation, pratique courante au sein de plusieurs organismes[réf. souhaitée] . C’est une somme d’argent que l’on paie lorsque l’on veut devenir membre de l’UNICEF. Afin que les individus adhèrent, et paient la cotisation, il faut que son prix soit perçu comme acceptable. C’est ce que l’on appelle le prix psychologique, c’est la stratégie mise en place pour trouver le prix qui pourra à la fois satisfaire l'adhérent tout en reflétant une bonne qualité des services offerts et en couvrant suffisamment les dépenses de l’association.
Le second moyen de collecter des fonds est l’appel au don. L’appel aux dons peut se faire par différents supports communicationnels : par téléphone, courriel, collecte dans la rue, campagne publicitaire sous forme d’affiche, sur le site internet officiel, etc. Afin que ces appels aux dons soient efficaces, il faut que l’association cible précisément la population à laquelle sa cause fait écho (ciblage) pour pouvoir ensuite adapter son mode de communication. Pour ce faire, ils procèdent à des études de marché sur la population. Il faut savoir qu’il y a différents types de dons : les dons occasionnels et les souscriptions. Ces derniers constituent l’une des sources de revenue les plus fiables pour l’UNICEF, en plus d’être durables et prévisibles. C’est pour cela qu’à l’aide de la stratégie du « parcours de dons » l’UNICEF essaie de faire passer les donateurs ponctuels à des souscripteurs.
Il est important de souligner que les principaux donateurs (particuliers ou petite fondation privées) donnent au minimum 100 000 dollars à l’UNICEF chaque année. Et si la collecte de fonds est aussi efficace, c’est en partie grâce à la mise en place d’un point de coordination centrale axé sur les différents partenariats avec les fondations, et la coordination du réseau mondial des principaux collecteurs de fonds.

### Stratégie des partenariats
L'UNICEF est un organisme qui existe au travers des relations communicationnelles entretenues avec d’autres organismes, plus spécifiquement des organismes de la société civile (OSC). Lorsqu’on parle d’OSC, on fait référence à des organismes provenant de la société civile, c’est-à-dire des organismes qui travaillent au sein de la vie sociale d’une société et respectent et défendent des intérêts moralement communs. Lorsqu’on parle de la société civile, on regroupe la vitalité de la vie sociale de la société dans un contexte où les intérêts gouvernementaux sont moraux et font le bien commun. Le concept de la société civile, lorsque appliqué dans ce contexte, réfère à l’ensemble de différentes associations existant au sein d’une société, qui ne sont pas affiliées à des institutions gouvernementales ou qui n’ont pas de but lucratif. En d’autres termes, « l'ensemble des rapports interindividuels, des structures familiales, sociales, économiques, culturelles, religieuses, qui se déploient dans une société donnée, en dehors du cadre et de l'intervention de l'État ». L'UNICEF est un organisme qui entreprend des relations soudées avec ses différents partenaires, afin de faciliter l’obtention de leur but, soit améliorer la situation des enfants en besoin.
Ces relations permettent à l'UNICEF d’accéder à des services utiles pour assurer la protection des enfants. Chaque partenariat leur offre un service différent qui répond à leurs besoins, lui permettant d’être capable d’offrir l’aide nécessaire aux enfants en besoin, et ce, de manière efficace et signifiante. Considérant que l'UNICEF est une organisation qui apporte de l’aide sur un plan international, les relations entretenues avec des OSC locaux leur permettent d’agir plus rapidement et d’avoir un impact plus direct et efficace. Sans communication et rapports avec ces organismes, UNICEF ne serait pas en moyen de réussir à contribuer de manière significative à leur cause.
Différents types d’organismes entrent dans cet ensemble large :
- les organisations non gouvernementales nationales et internationales ;
- les organisations communautaires ;
- les mouvements civiques ;
- les organisations confessionnelles ;
- les groupes de défense et de plaidoyer ;
- les syndicats ;
- les groupes de femmes ;
- les associations professionnelles bénévoles ;
- les fondations ;
- les médias indépendants ;
- les réseaux sociaux ;
- les groupes de réflexion, soit des groupes regroupant des experts qui ont pour but de produire des études et d'élaborer des propositions envers un enjeu donné (à but non lucratif) souvent appelés des laboratoires d'idées, et instituts de recherche[12].

### Timbre-poste
Le 4 décembre 1996, l'administration des PTT émet un timbre-poste pour Wallis-et-Futuna dans le cadre du « 50e anniversaire de l’UNICEF ». La dessinatrice du timbre est Huguette Sainson[pertinence contestée].

## Directeurs exécutifs
| 1946-1964   | Drapeau des États-Unis | Maurice Pate         |
| 1965-1979   | Drapeau des États-Unis | Henry Labouisse      |
| 1980-1994   | Drapeau des États-Unis | James P. Grant       |
| 1995-2004   | Drapeau des États-Unis | Carol Bellamy        |
| 2005-2009   | Drapeau des États-Unis | Ann Veneman          |
| 2010-2017   | Drapeau des États-Unis | Anthony Lake         |
| 2018-2022   | Drapeau des États-Unis | Henrietta H. Fore    |
| depuis 2022 | Drapeau des États-Unis | Catherine M. Russell |

## Ambassadeurs de bonne volonté
L'UNICEF a de nombreux ambassadeurs de bonne volonté, internationaux, régionaux ou nationaux, qui œuvrent pour la défense des enfants dans le cadre de ses actions.

## Honneurs
L'astéroïde (214772) UNICEF est nommé en son honneur.
L'UNICEF remporte le prix Nobel de la Paix en 1965 et le prix Princesse des Asturies de 2006.